# Wolfeboro
Wolfeboro és una població dels Estats Units a l'estat de Nou Hampshire. Segons el cens del 2007 tenia 6.528 habitants.

## Demografia
Segons el cens del 2000, Wolfeboro tenia 6.083 habitants, 2.574 habitatges, i 1.722 famílies. La densitat de població era de 48,6 habitants per km².
Dels 2.574 habitatges en un 26% hi vivien nens de menys de 18 anys, en un 56,7% hi vivien parelles casades, en un 0% dones solteres, i en un 33,1% no eren unitats familiars. En el 28,6% dels habitatges hi vivien persones soles el 15% de les quals corresponia a persones de 65 anys o més que vivien soles. El nombre mitjà de persones vivint en cada habitatge era de 2,32 i el nombre mitjà de persones que vivien en cada família era de 2,83.
Per edats la població es repartia de la següent manera: un 22,1% tenia menys de 18 anys, un 4,3% entre 18 i 24, un 23,3% entre 25 i 44, un 25,8% de 45 a 60 i un 24,6% 65 anys o més.
L'edat mediana era de 45 anys. Per cada 100 dones de 18 o més anys hi havia 86 homes.
La renda mediana per habitatge era de 44.013$ i la renda mediana per família de 53.269$. Els homes tenien una renda mediana de 36.433$ mentre que les dones 29.850$. La renda per capita de la població era de 26.361$. Entorn del 3,5% de les famílies i el 6,3% de la població estaven per davall del llindar de pobresa.